# Trimezia brevicaulis
Trimezia brevicaulis är en irisväxtart som beskrevs av Pierfelice Ravenna. Trimezia brevicaulis ingår i släktet Trimezia och familjen irisväxter. Inga underarter finns listade i Catalogue of Life.